# Bruschetta

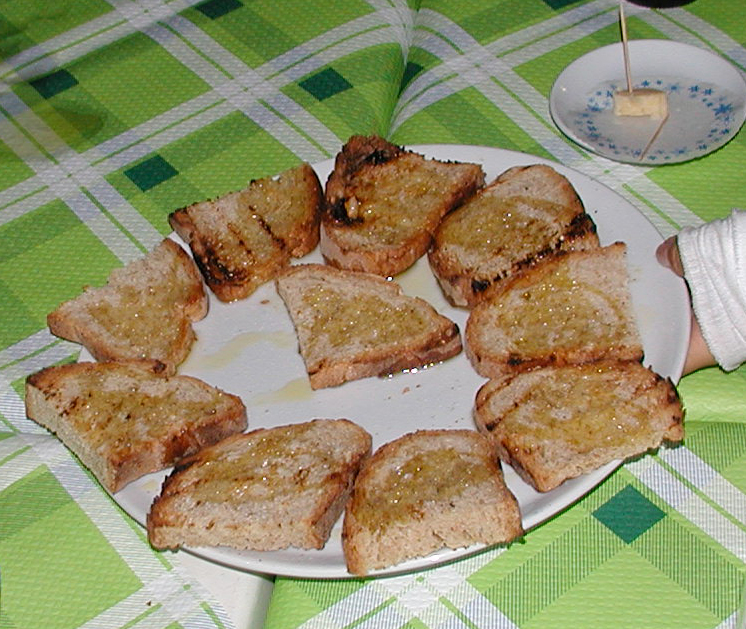
Bruschetta met olijfolie

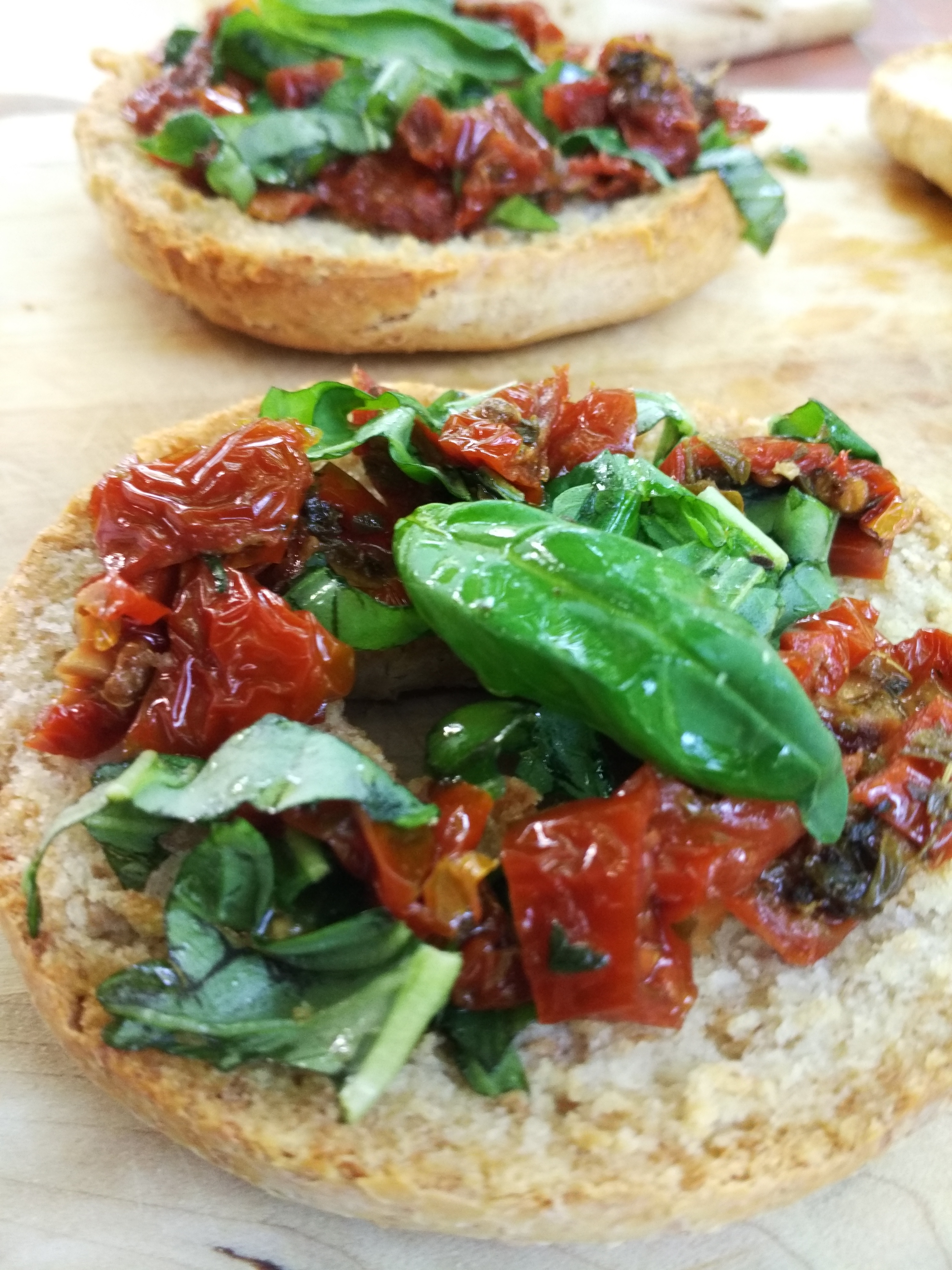
Bruschetta met tomaat en basilicum

Bruschetta (uitspraakⓘ) (broes-kè-ta) is een gerecht dat zijn oorsprong vindt in Midden-Italië. Het bestaat uit gegrild brood (kan zowel wit als meergranenbrood zijn), ingesmeerd met knoflook en besprenkeld met extra vergine olijfolie, zout en peper. Er kan gevarieerd worden met rode peper, tomaat, worst, groenten en/of kaas (mozzarella). In sommige gevallen wordt de olijfolie vooraf vermengd met Italiaanse kruiden zoals basilicum en oregano. 
Bruschetta wordt doorgaans geserveerd als een tussendoortje of voorgerecht. In Toscane heet bruschetta fettunta, wat "geolied sneetje" betekent.
Het zelfstandig naamwoord "bruschetta" komt van het Latijnse werkwoord "bruscare", dat "op kolen roosteren" betekent. De betekenis van het woord is in de VS veranderd zodat met het woord "bruschetta" niet meer het gerecht wordt bedoeld, maar het broodbeleg. Veel supermarkten daar verkopen "bruschetta" in een fles, die simpelweg bestaat uit tomaten, ui, knoflook en andere kruiden.
In Italië wordt bruschetta vaak bereid in een brustolina-grill.